# Distretto di Rivière du Rempart
Rivière du Rempart è uno dei nove distretti di Mauritius, situato nella parte nord-est dell'isola. Ha una superficie di 147,6 km² e 108 005 abitanti.
Il capoluogo è Poudre d'Or, però centro maggiore è Grand Bay, famosa per i suoi hotel.